# Bad Moon Rising/Lodi
Bad Moon Rising/Lodi è un singolo dei Creedence Clearwater Revival pubblicato nel 1969 dalla Fantasy Records.

## Descrizione
È stato il primo singolo estratto dall'album Green River ed è stato pubblicato anche con i lati invertiti.

## Tracce
Lato A
1. Bad Moon Rising – 2:17 (John Fogerty)

Lato B
1. Lodi – 3:08 (John Fogerty)

## Accoglienza
Raggiunse la seconda posizione della Billboard Hot 100 singles chart e la prima posizione  della Official Singles Chart per tre settimane nel settembre 1969, la n. 3 in Norvegia, Australia e Svezia, la n. 5 in Canada, la n. 8 in Austria e Germania, la n. 9 in Svizzera e la n. 10 nei Paesi Bassi.

### Descrizione
Bad Moon Rising
Il brano è scritto da John Fogerty. È stato utilizzato inoltre come musica di sottofondo nella serie Criminal Minds. Nel capitolo 22 Sul furgone del romanzo Shining di Stephen King i protagonisti Wendy e Danny ascoltano alla radio questa canzone ed è presente anche nella seconda stagione della serie Netflix Mercoledì, cantata da alcuni protagonisti. La canzone è stata anche inserita nella colonna sonora ufficiale del film Un lupo mannaro americano a Londra.

## Cover
Il brano è stato reinterpretato dal vivo dai 16 Horsepower ed inserito nell'album Hoarse.